# شريف نازاروف
شريف نازاروف (23 فبراير 1946 بالاتحاد السوفيتي - ) هو مدرب كرة قدم ولاعب كرة قدم طاجيكستان (وحمل سابقاً جنسية الاتحاد السوفيتي) في مركز الدفاع. لعب مع ريغار-تاداز تورسونزاده وسسكا بامير دوشنبه.